# Wełykyj Karabczijiw
Wełykyj Karabczijiw (ukr. Великий Карабчіїв, pol. hist. Karabczyjów Wielki) – wieś na Ukrainie, w obwodzie chmielnickim, w rejonie chmielnickim, w hromadzie Gródek. W 2020 liczyła 626 mieszkańców, spośród których 625 wskazało jako ojczysty język ukraiński.